# I Feed You My Love

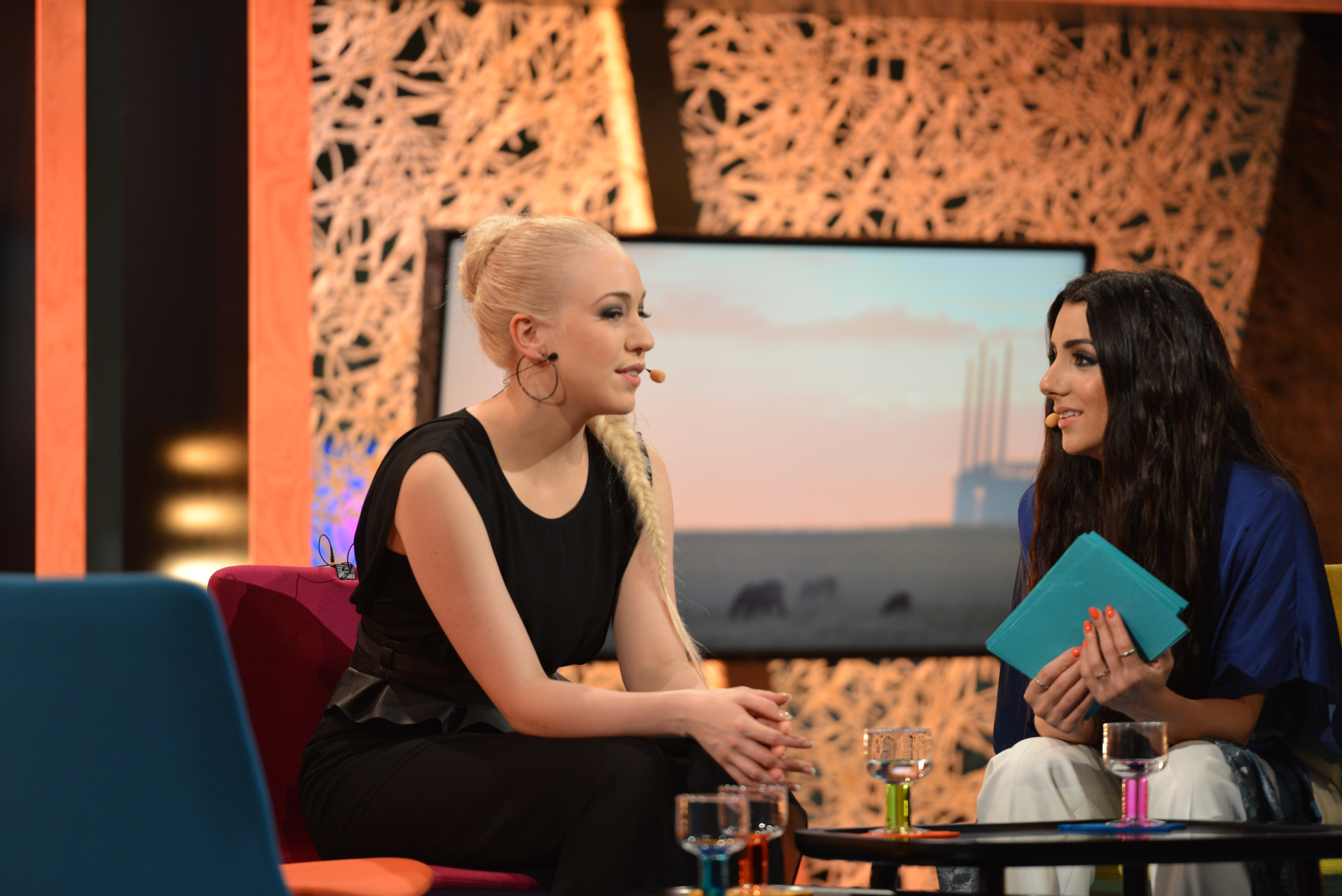
Entrevista en el transcurso del Festival de Eurovisión(izquierda).

«I Feed You My Love» es una canción grabada por la cantante noruega Margaret Berger, lanzada como el primer sencillo de su tercer álbum de estudio Chastisement (2013). La canción fue escrita por Karin Park y MachoPsycho y producida por MachoPsycho.
Es conocida por su presencia en el  Festival de la canción de Eurovisión 2013 representando a Noruega, que se celebró en Malmö, Suecia. La canción compitió en la segunda semifinal el 16 de mayo de 2013 y alcanzó la final el 18 de mayo de 2013. En la final la canción recibió la puntuación máxima de 12 puntos en tres países (Dinamarca, Suecia y Finlandia), y terminó cuarta en la general con una puntuación total de 191 puntos.

## Listas
| Países (2013)      | Posición más alta |
| ------------------ | ----------------- |
| Noruega (VG-lista) | 4                 |